# Hippomedon pensacola
Hippomedon pensacola är en kräftdjursart som beskrevs av Lowry och Helen E. Stoddart 1997. Hippomedon pensacola ingår i släktet Hippomedon och familjen Lysianassidae. Inga underarter finns listade i Catalogue of Life.